# Konstnärlig frihet
Konstnärlig frihet används inom svensk kulturpolitik för att beskriva de beroenden, eller helst avsaknad av beroenden, som skapare av ett verk har. Det kan vara ekonomiska beroenden eller handla om lojalitet eller juridiska begränsningar.
Konstnärlig frihet beskrivs av Myndigheten för kulturanalys bland annat som "ett ideal som bygger på tanken att den konst och kultur som produceras i samhället så långt som möjligt ska reflektera fria kreativa processer [...]"
I den svenska kulturpolitiken kommer konstnärlig frihet till uttryck i det nationella mål som anger att "kulturen ska vara en dynamisk, utmanande och obunden kraft med yttrandefriheten som grund", ett mål som kallas för "självständighetsmålet".

## Inom gatukonst
Begreppet konstnärlig frihet används även inom gatukonst, när det gäller att till exempel motivera vilken plats som väljs för konstutövningen.[källa behövs] I det avseendet kan begreppet få en koppling till en diskussion om vad som kan räknas till yttrandefriheten – och vad som snarare är en olaglig handling som inte ingår i yttrandefriheten.